# تل اشکفت‌های تل پیر A-B
تل اشکفت‌های تل پیر A-B مربوط به دوران فرادیرینه‌سنگی است و در شهرستان ممسنی، بخش رستم، دهستان رستم ۱، ۱۸۰۰ متری شمال روستای تل پیری واقع شده و این اثر در تاریخ ۳۰ بهمن ۱۳۸۶ با شمارهٔ ثبت ۲۰۷۶۳ به‌عنوان یکی از آثار ملی ایران به ثبت رسیده است.